# Mauro Mendes de Azeredo
Mauro Mendes de Azeredo (* 26. Juli 1937 in Porto Alegre) ist ein brasilianischer Diplomat im Ruhestand.

## Leben
Mauro Mendes de Azeredo ist der Sohn von Maria Mendes de Azeredo und José Raphael de Azeredo. Er trat am 30. Dezember 1957 in den Auswärtigen Dienst ein. 1959 besuchte er den Lehrgang Curso Preparatório à Carreira Diplomática (CPCD) am Rio Branco-Institut in Brasília, wo er am 29. Dezember 1959 die Auszeichnung Prémio Rio-Branco erhielt und zum Konsul dritter Klasse ernannt wurde.
1960 wurde zum Bachelor of Laws befördert. 1964 war er Gesandtschaftssekretär zweiter Klasse in Paris und 1966 wurde er in dieser Funktion nach Quito versetzt. 1968 war er Gesandtschaftssekretär erster Klasse in Rom und 1972 in Mexiko-Stadt. Er leitete die brasilianische Delegation während der außerordentlichen Sitzungsperiode des Organismo para a Proscrição de Armas Nucleares na América Latina e no Caribe (OPANAL, Organisation zur Überwachung des Vertrages von Tlatelolco). Am 30. März 1973 wurde er anerkennend zum Gesandtschaftsrat befördert. 1974 war er im Büro des Außenministers mit Spezialaufgaben betraut und ab 1976 hatte er dort den Range eines Assessors. 1977 leitete er im Außenministerium die „Abteilung Europa“, wurde am 17. November zum Gesandten befördert und als Offizier in die Ehrenlegion aufgenommen. 1978 saß er der brasilianisch-deutschen Arbeitsgruppe für Finanzierungsfragen vor, wurde mit dem Verdienstorden der Bundesrepublik Deutschland sowie dem Großoffizier des portugiesischen Ordem Militar de Cristo ausgezeichnet und leitete die brasilianische Delegation bei der dritten Sitzung der brasilianisch-italienischen Kommission.
1979 war er Gesandter beim Heiligen Stuhl und fungierte als Geschäftsträger in Abwesenheit des Botschafters. 1984 wurde er Großoffizier des Verdienstordens Pro Merito Melitensi sowie des Gregoriusordens und leitete den Planungsstab des Itamarity. 1986 leitete er die Abteilung Internacionais Especiais und die brasilianische Delegation der vierten Sitzungsperiode zur Vorbereitung der Internationale Meeresbodenbehörde in New York. Zudem war er Chefsekretär der Comissão Nacional para Assuntos Antárticos (CONANTAR Antártida Brasileira).
1987 stand er der brasilianischen Delegation bei den bilateralen brasilianisch-sowjetischen Verhandlungen über exterritoriale Gebiete und Seerecht in Moskau vor. Im selben Jahr leitete er die brasilianische Delegation der fünften Sitzungsperiode zur Vorbereitung der Internationalen Meeresbodenbehörde in Kingston und New York und führte die Gruppe der 77 bei den Verhandlungen zum Seerecht vor den Vereinten Nationen an. Zudem leitete er die brasilianische Verhandlungsdelegation an der 14. Fortschreibung des Antarktisvertrages in Rio de Janeiro. Für seine Verdienste wurde er als Kommandeur in die brasilianischen Orden Ordem do Mérito Aeronáutico und Ordem do Mérito Militar aufgenommen.
Von 1989 bis 1994 war er Botschafter in Guatemala mit dem Amtssitz in Guatemala-Stadt und gleichzeitig bei der honduranischen Regierung in Tegucigalpa akkreditiert. 1989 leitete die brasilianische Delegation bei der Conferencia Internacional sobre Refugiados Centroamericanos (CIREFCA, Zentralamerikanische Flüchtlingskonferenz). Von 1994 bis 1999 war er Botschafter in Algier. 2003 leitete er die ERERIO (Filiale des Itamarity in Rio de Janeiro). Von 16. Juni 2005 bis 2007 war er Botschafter in Athen.